# Коломіно (Чаїнський район)
Коло́міно (рос. Коломино) — село у складі Чаїнського району Томської області, Росія. Входить до складу Коломінського сільського поселення.

## Населення
Населення — 22 особи (2010; 18 у 2002).
Національний склад (станом на 2002 рік):
- росіяни — 89 %